# سيدوري
سيدوري هي شخصية في ملحمة جلجامش. وهي «صاحبة حانة» أنثى ذات حكمة ألوهية مرتبطة التخمير (على وجه التحديد البيرة والنبيذ).

## دورها في ملحمة جلجامش
في وقت سابق من نسخة الملحمة البابلية القديمة، حاولت لثني جلجامش في بحثه عن الخلود، وحثه على أن يكون محتواه هو متعة الحياة البسيطة.
في وقت لاحق من نسخة الملحة الأكادية (يشار إليها أيضاً بـ «القياسية»)، يكون دور سيدوري إلى حد ما أقل أهمية. تم حذف الاقتباس أعلاه، وترك الأمر لفيضان أوتنابيشتيم (سلالة نوح ما بين النهرين) لمناقشة قضايا الحياة والموت. وعلى الرغم من ذلك، فإن سيدوري قد أجرت محادثة طويلة مع جلجامش، الذي يتباهى بمآثره ويضطر إلى شرح سبب ظهوره. عندما طلب المساعدة في العثور على أوتنابيشتيم، تشرح سيدوري صعوبات الرحلة لكنها توجهه إلى أورشانابي، صاحب المركب، الذي قد تمكن من مساعدته على عبور المحيط الجوفي و «مياه الموت» المشؤومة.

## التأثير في وقت لاحق
يقترح العديد من الباحثين الاقتراض المباشر لنصائح سيدوري من قبل مؤلف كتاب سفر الجامعة. المشورة التي قدمها سيدوري قد شهدت أول تعبير عن مفهوم انتهاز الفرصة على الرغم من أن بعض العلماء يرى أنها حثت جلجامش عن الحداد «عكس طقوس الحداد والعودة إلى السلوكيات العادية والمعيارية لمجتمع بلاد ما بين النهرين».
تمت مقارنة سيدوري مع شخصية الأوديسة سيرس. مثل الأوديسيوسة يحصل جلجامش على توجيهات بشأن كيفية الوصول إلى وجهته بمساعد الإلهية. في هذه الحالة سيدوري هي إلهة، مثل: سيرس، تسكن البحر في أقاصي الأرض. يرتبط منزلها أيضاً مع الشمس: يصل جلجامش إلى منزل سيدوري عن طريق المرور من خلال نفق تحت جبل ماشو، الجبل العالي التي تشرق منه الشمس إلى السماء. يقول الغرب إن التشابه بين رحلات الأوديسة وجلجامش إلى حواف الأرض هي نتيجة تأثير ملحمة جلجامش على الأوديسة.
يعني أسم سيدوري «امرأة شابة» في الحرانية، وقد يكون نعت من عشتار.